# Jitrovník
Jitrovník (německy Jüttelberg, neoficiálně také Pytlák) je 510 m vysoký kopec v Království (místní část města Šluknov) v Ústeckém kraji.

## Přírodní poměry
Z geomorfologického hlediska náleží ke Šluknovské pahorkatině, jejímu okrsku Šenovská pahorkatina a podokrsku Hrazenská pahorkatina. Geologické podloží tvoří střednězrnný lužický granodiorit, který narušují žíly doleritu. Převažujícími půdními typy jsou modální mesobazická a dystrická kambizem, při východním úpatí pak kambizem oglejená. Celý vrch náleží k povodí Sprévy a k úmoří Severního moře. Převážná část vrchu je zalesněná jehličnatým až smíšeným lesem, dolní části svahů směrem ke Království je využívána zemědělsky.

## Vogelova bouda
Roku 1888 nechal zbudovat Johann Vogel na východním svahu restauraci nazývanou Vogelova bouda (Vogelbaude, též Jüttelbergbaude). Vedle restaurace stála též 24 m vysoká dřevěná rozhledna, která však roku 1903 spadla následkem vichřice. Po konci druhé světové války byla restaurace znárodněna a sloužila jako rekreační středisko a pionýrský tábor pro podnik ZPA Praha, respektive Výzkumný ústav matematických strojů. Po sametové revoluci přešla restaurace do soukromého vlastnictví. V roce 1998 vyhořela a v následujících letech zcela zanikla.

## Turistika
Od Karlova údolí ve směru do německé Neusalzy-Sprembergu vede kolem bývalé restaurace žlutě značená turistická trasa. Po severním úpatí vede modře značená turistická trasa ve směru na Šluknov a Jiříkov.